# Karen Allen
Karen Jane Allen (Carrollton, Illinois, 1951. október 5. –) amerikai színésznő.
Miután az 1978-ban bemutatott Party zóna című filmvígjátékkal debütált a mozivásznon, Marion Ravenwood szerepében vált ismertté. Indiana Jones partnerét két alkalommal formálta meg, Az elveszett frigyláda fosztogatói (1981) és az Indiana Jones és a kristálykoponya királysága (2008) című kalandfilmekben. Előbbivel Szaturnusz-díjat nyert, mint legjobb női főszereplő.

## Élete és pályafutása
Édesapja Carroll Thomson Allen FBI-ügynök, édesanyja Patricia Howell tanárnő. Egyetemi tanulmányait a Marylandi Egyetemen és a Lee Strasberg intézetben végezte el.
1978-ban szerepelt először filmben, a Party zóna című vígjátékban. Következő filmjei A csavargók (1979), a Portyán (1980) és a Jó barátok között (1980) volt. 1981-ben szerepet kapott a Steven Spielberg által rendezett Az elveszett frigyláda fosztogatói című filmben, Harrison Ford partnereként. Marion Ravenwoodot játszotta, akit ezután évtizedekkel később a 2008-as Indiana Jones és a kristálykoponya királysága című filmben alakított ismét.
1982-ben a Ted Kotcheff által rendezett Rémképtárban is feltűnt. 1984-ben Jeff Bridges-szel játszott együtt a Csillagember című filmben. 1988-ban Bill Murray partnere volt a Szellemes karácsony című romantikus vígjátékban. Ezt követte a Malcolm X (1992), a Viharzóna (2000) és A hálószobában (2001).
2004-ben designstúdiót nyitott Massachusettsben.

## Magánélete
1988-ban házasságot kötött Kale Browne amerikai színésszel, akivel 1998-ig élt együtt. Egy fiuk született, Nicholas (1990).

## Filmográfia

### Film
| Év   | Magyar cím                                    | Eredeti cím                                        | Szerep           | Magyar hang     |
| ---- | --------------------------------------------- | -------------------------------------------------- | ---------------- | --------------- |
| 1978 | Party zóna                                    | National Lampoon's Animal House                    | Katy             | Orosz Helga     |
| 1979 | Manhattan                                     | Manhattan                                          | tévés színész    |                 |
| 1979 | A csavargók                                   | The Wanderers                                      | Nina             | Dudás Eszter    |
| 1980 | Portyán                                       | Cruising                                           | Nancy Gates      | Dudás Eszter    |
| 1980 | Jó barátok között                             | A Small Circle of Friends                          | Jessica Bloom    |                 |
| 1981 | Az elveszett frigyláda fosztogatói            | Raiders of the Lost Ark                            | Marion Ravenwood | Vándor Éva      |
| 1982 | Válás előtt                                   | Shoot the Moon                                     | Sandy            | Szirtes Ági     |
| 1982 |                                               | Split Image                                        | Rebecca / Amy    |                 |
| 1984 | Szeptemberig                                  | Until September                                    | Mo Alexander     |                 |
| 1984 | Csillagember                                  | Starman                                            | Jenny Hayden     | Vándor Éva      |
| 1987 |                                               | Terminus                                           | Gus              |                 |
| 1987 | Üvegfigurák                                   | The Glass Menagerie                                | Laura Wingfield  | Bozó Andrea     |
| 1988 | A sors fegyvere                               | Backfire                                           | Mara McAndrew    |                 |
| 1988 | Szellemes karácsony                           | Scrooged                                           | Claire Phillips  | Tóth Enikő      |
| 1989 | Állati viselkedés                             | Animal Behavior                                    | Alex Bristow     | Pápai Erika     |
| 1991 | Szélhámosok hajója                            | Sweet Talker                                       | Julie Maguire    |                 |
| 1992 |                                               | The Turning                                        | Glory Lawson     |                 |
| 1992 | Malcolm X                                     | Malcolm X                                          | Miss Dunne       |                 |
| 1993 | A grund                                       | The Sandlot                                        | anya             | Molnár Zsuzsa   |
| 1993 | A hegyek ura                                  | King of the Hill                                   | Miss Mathey      |                 |
| 1993 | Szellem a gépben                              | Ghost in the Machine                               | Terry Munroe     | Csere Ágnes     |
| 1997 | Időszámításom előtt                           | ’Til There Was You                                 | Betty Dawkan     |                 |
| 1998 | Utolsó lélegzetig                             | Falling Sky                                        | Resse Nicholson  |                 |
| 2000 | Karácsonyi ajándékkosár                       | The Basket                                         | Bessie Emery     |                 |
| 2000 |                                               | Wind River                                         | Martha           |                 |
| 2000 | Viharzóna                                     | The Perfect Storm                                  | Melissa Brown    |                 |
| 2001 | World Traveler – Az utazó                     | World Traveler                                     | Delores          |                 |
| 2001 | A hálószobában                                | In the Bedroom                                     | Marla Keyes      | Németh Kriszta  |
| 2003 |                                               | Briar Patch                                        | Butcher Lee      |                 |
| 2004 |                                               | Poster Boy                                         | Eunice Kray      |                 |
| 2004 | A szerető                                     | When Will I Be Loved                               | Alexandra Barrie | Szalay Marianna |
| 2008 | Indiana Jones és a kristálykoponya királysága | Indiana Jones and the Kingdom of the Crystal Skull | Marion Ravenwood | Vándor Éva      |
| 2010 |                                               | White Irish Drinkers                               | Margaret         |                 |
| 2015 |                                               | Bad Hurt                                           | Elaine Kendall   |                 |
| 2016 |                                               | Year by the Sea                                    | Joan Anderson    |                 |
| 2019 |                                               | Colewell                                           | Nora Pancowski   |                 |
| 2021 | Kísértő múlt                                  | Things Heard & Seen                                | Mare Laughton    | Vándor Éva      |
| 2022 |                                               | A Stage of Twilight                                | Cora             |                 |
| 2023 | Indiana Jones és a sors tárcsája              | Indiana Jones and the Dial of Destiny              | Marion Ravenwood | Vándor Éva      |

### Televízió
| Év   | Magyar cím                               | Eredeti cím                               | Szerep                    | Megjegyzések                                              |
| ---- | ---------------------------------------- | ----------------------------------------- | ------------------------- | --------------------------------------------------------- |
| 1978 |                                          | Lovey: A Circle of Children, Part II      | Elizabeth                 | tévéfilm                                                  |
| 1979 |                                          | Knots Landing                             | Annie                     | 1 epizód                                                  |
| 1981 | Édentől keletre                          | East of Eden                              | Abra                      | 3 epizód                                                  |
| 1986 |                                          | Alfred Hitchcock Presents                 | Jackie Foster             | 1 epizód                                                  |
| 1990 | Challenger                               | Challenger                                | Christa McAuliffe         | - tévéfilm - magyar hangja: - Andresz Kati                |
| 1990 | A titkos fegyver                         | Secret Weapon                             | Ruth                      | tévéfilm                                                  |
| 1993 | Gyilkos bűvölet                          | Rapture                                   | Georgianne Corcoran       | tévéfilm                                                  |
| 1993 | Pokoli utazás                            | Voyage                                    | Catherine "Kit" Norvell   | - tévéfilm - magyar hangja: - Vándor Éva                  |
| 1994 |                                          | The Road Home                             | Alison Matson             | 6 epizód                                                  |
| 1996 | Kerry Ellison története                  | Hostile Advances: The Kerry Ellison Story | Margaret                  | tévéfilm                                                  |
| 1996 | Esküdt ellenségek                        | Law & Order                               | Judith Sandler            | 1 epizód                                                  |
| 1997 | Húsz év múlva                            | All the Winters That Have Been            | Hannah Raven              | tévéfilm                                                  |
| 2001 | Esküdt ellenségek: Különleges ügyosztály | Law & Order: Special Victims Unit         | Paula Varney              | 1 epizód                                                  |
| 2001 | Segítség, válnak a szüleim!              | My Horrible Year!                         | Belinda Faulkner          | tévéfilm                                                  |
| 2001 | Shaka Zulu – Az erőd                     | Shaka Zulu: The Citadel                   | Katherine Farewell        | - tévéfilm - magyar hangja: - Németh Kriszta - Vándor Éva |
| 2009 | Kutya egy év                             | A Dog Year                                | Paula (hangja)            | - tévéfilm - magyar hangja: - Incze Ildikó                |
| 2010 |                                          | November Christmas                        | Claire                    | tévéfilm                                                  |
| 2012 |                                          | The Tin Star                              | Eliza Flynn               | tévéfilm                                                  |
| 2014 | Zsaruvér                                 | Blue Bloods                               | Betty Lowe                | 1 epizód                                                  |
| 2020 |                                          | 50 States of Fright                       | Stallings seriff          | 3 epizód                                                  |
| 2022 |                                          | The Last Movie Stars                      | Frances Woodward (hangja) | dokumentumsorozat (3 epizód)                              |